# Iris Bar De Nuit
 (octobre 2009).
Améliorez-le ou discutez des points à vérifier. 
L’iris Bar De Nuit (créé en 1987) est une variété d’iris hybride. (Parents : 'Calamite' × 'Superstition').
- Catégorie : Grand Iris de Jardin (TB).
- Création : P. Anfosso (1987).
- Description : Iris violet-noir velouté et barbe bleu-cobalt foncée assortie ; forte multiplication.
- Floraison : moyen.
- Numéro d’enregistrement : R 86-810.
- Taille : 95 cm.